# Olga Siedakowa (poetka)

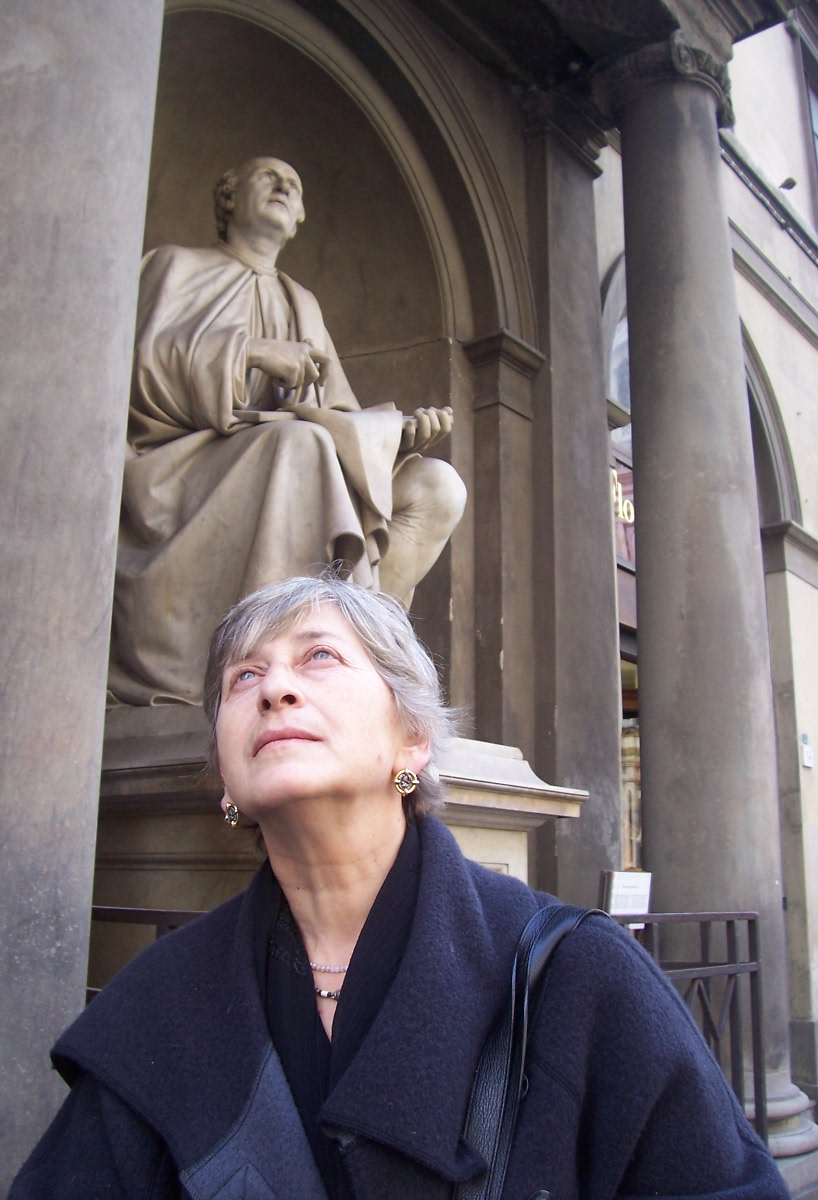
Olga Siedakowa we Florencji, 2006

Olga Aleksandrowna Siedakowa (ros. Ольга Александровна Седакова; ur. 26 grudnia 1949 w Moskwie) – rosyjska poetka i tłumaczka, przedstawiana jako „jedna z najlepszych współczesnych poetek i poetów chrześcijańskich piszących dziś w języku rosyjskim”. Jest również filozofką i humanistką.
Siedakowa urodziła się w Moskwie w rodzinie inżyniera wojskowego. W młodym wieku podróżowała z ojcem za granicę, co umożliwiło jej poznanie świata z innej perspektywy. W 1973 roku ukończyła studia na wydziale filologicznym Moskiewskiego Uniwersytetu Państwowego. W 1985 uzyskała stopień kandydata nauk z filologii. Przyjaźniła się z Wieniediktem Jerofiejewem i przechowywała w swoim domu rękopis jego dzieła Moskwa-Pietuszki.
Będąc osobą głęboko religijną, zaczęła pisać poezję w roku 1960. Chrześcijańskie motywy pojawiające się w jej neoklasycznych utworach sprawiły, że aż do 1989 roku nie miała możliwości publikacji w Związku Radzieckim. Do 2014 roku skompletowała siedem tomów poetyckich. Jej wiersze zostały przetłumaczone na wiele języków, w tym angielski, francuski, niemiecki, włoski i polski.
Dzięki Siergiejowi Awerincewowi, którego uważała za autorytet, Siedakowa zaangażowała się w ruch ekumeniczny. Podarowała swoje zbiory poezji Janowi Pawłowi II, który wręczył jej inauguracyjną Nagrodę Włodzimierza Sołowjowa (1998). Krytykowała także Rosyjską Cerkiew Prawosławną za nietolerancyjną wobec innych wyznań chrześcijańskich postawę.
Siedakowa jest laureatką kilku ważnych nagród literackich, w tym Nagrody Andrieja Bely'ego (1980), Paryskiej Nagrody dla Poetów Rosyjskich (1991), Europejskiej Nagrody w dziedzinie Poezji (1995), Nagrody Wodzimierza Sołowjowa za działalność na rzecz Rozwoju Kultury (1998), i Nagrody Sołżenicyna (2001).
W języku polskim ukazała się antologia wierszy poetki w przekładzie Adama Pomorskiego pt. Anioł Reims i inne wiersze (KEW, 2016). Wcześniej tłumaczenia pojedynczych wierszy publikowano w „Literaturze na świecie” (1994, nr 7/8, przeł. A. Pomorski) i w „Dekadzie Literackiej” (1999, nr 9/10, przeł. A. Wawrzyńczak i J. Socha).